# Ingrid Martz
Ingrid Martz (Mexikóváros, Mexikó, 1979. szeptember 17. –) mexikói színésznő.

## Élete és pályafutása
1979. szeptember 17-én született Mexikóvárosban, Mexikóban. Tanulmányait az El Centro de Capacitación Artística de Televisában végezte. Legelső szerepét 1998-ban kapta, mint San Alma a Preciosa romanában. 1999-ben a Mujeres engañadasban alakította Adrianát, majd a La Segunda Noche és az Inesperado Amor című filmben is szerepelt. 2000-ben a Carita de ángel című sorozatban láthattuk Domenica Rossi szerepében, majd szerepelt az El Derecho de Nacerben is, mint Leonor Castro. 2001-ben az El juego de la vidában volt Gina Guzmán, majd a Mujer, casos de la vida realban is játszott. 2003-ban mindössze egy szerepe volt: Pilar az Amor Realban.
2004-ben már annál többet szerepelt: először az Amarte es mi pecadóban láthattuk Renata Quirogaként, majd a Rubí, az elbűvölő szörnyetegben Lorena Treviñót megformálva, ami meghozta neki az ismertséget szerte a világon, végül pedig két vendégszereplése is volt, először a Big Brother VIP: Méxicóban május 30-án, majd a VidaTv-ben június 9-én. 2005-ben szerepelt a Pablo y Andreában Almaként, majd egy filmben, a Vecinosban kapott szerepet, nevezetesen Samantha Rosas szerepét.
2006-ban az Heridas de Amorban láthattuk, mint Renata San Llorente de Aragón, majd a RBD-La Familiában is szerepelt, mint Tilde, ezzel újabb világszintű ismertséget hozva magának, végül pedig a Así del precipicióban is kapott szerepet. Hannah-t kellett eljátszania. 2007-ben csak a Tormenta en el paraísóban láthattuk, Karina Rosemberg szerepében.
2010-ben megkapta Karla Abreu és Sara Villegas kettős szerepét a Zacatillo, un lugar en tu corazónban, majd a Tiempo Finalban Adrianaként tűnt fel, végül pedig a Mujeres Assesinas 3-ban is kapott szerepet. Szerepelt a La que no podia amarban Daniela Gutiérrezt megformálva. A sorozatot Megkövült szívek címen a Story4 és a Story5 is műsorára tűzte.

## Filmográfia

### Telenovellák
- Preciosa romana-1998-San Alma
- Mujeres engañadas-1999-Adriana
- Carita de ángel-2000-Domenica Rossi
- El derecho de nacer-2000-Leonor Castro
- El juego de la vida-2001-Gina Guzmán
- Tiszta szívvel-2003-Pilar Piquet de Márquez (Magyar hang: Haffner Anikó)
- Amarte es mi pecado-2004-Renata Quiroga
- Rubí, az elbűvölő szörnyeteg-2004-Lorena Treviño (Magyar hang: Kelemen Kata)
- Pablo y Andrea-2005-Alma
- Heridas de amor-2006-Renata San Llorente de Aragón
- Tormenta en el Paraíso-2007-Karina Rosenberg "Sirenita" / Valeria Ross
- Zacatillo, un lugar en tu corazón-2010-Karla Abreu Campos / Sara Villegas Campos
- La que no podía amar (Megkövült szívek)-2011-2012-Daniela "Dany" Gutiérrez (Magyar hang: Mezei Kitty)
- Maricruz-2013-Doris Montenegro (Magyar hang: Molnár Ilona)
- Qué pobres tan ricos-2013-Minerva Fontanet Blanco
- Antes muerta que Lichita-2015-Luciana de Toledo y Mondragón
- Divina, está en tu corazón-2017-Brisa
- 3 familias-2017-Bela-Barroso
- Mi camino es amarte-2022-Martina
- Vencer la culpa-2023-Carmina

### Sorozatok
- Mujer, casos de la vida real-2001
- Vecinos-2005-Samantha Rosas
- Tiempo final 3 temporada-2010-Adriana
- Mujeres assesinas 3-2010

### Filmek
- La segunda noche-1999
- Inesperado amor-1999
- La segunda noche-1999-Asistente igazgatója
- RBD-La Familia-2006-Tilde
- Así del precipicio-2006-Hanna

### Önmaga
- Big Brother VIP: México-2004 (május 30. Epizód:3X23, La Ley de la Selva)
- VidaTv-2004 (június 29.)